# Nemognathini
Sous-famille
Les Nemognathini sont une tribu d'insectes coléoptères de la famille des Meloidae, sous-famille des Nemognathinae.

## Systématique
La tribu des Nemognathini a été décrite par l’entomologiste français Francis de Laporte de Castelnau en 1840.

### Taxinomie
Selon BioLib (1er aout 2020) :
Liste des sous-tribus
- Nemognathina Laporte, 1840
- Sitarina Mulsant, 1857
- Zonitidina Mulsant, 1857

Liste des genres non classés
- Apalus Fabricius, 1775
- Cochliophorus Escherich, 1891
- Ctenopus Fischer von Waldheim, 1824
- Euzonitis Semenov, 1893
- Gnathium Kirby, 1818
- Hornia Riley, 1877
- Leptopalpus Guerin de Meneville, 1844
- Megatrachelus Motschulsky, 1845
- Nemognatha Illiger, 1807
- Pseudozonitis Dillon, 1952
- Sitaris Latreille, 1802
- Sitarobrachys Reitter, 1883
- Stenodera Eschscholtz, 1818
- Stenoria Mulsant, 1857
- Tricrania LeConte, 1860
- Zonitis Fabricius, 1775
- Zonitodema Péringuey, 1909
- Zonitomorpha Péringuey, 1909
- Zonitoschema Péringuey, 1909